# Djupasjön, Halland
Djupasjön är en sjö i Halmstads kommun och Hylte kommun i Halland och ingår i Nissans huvudavrinningsområde. Sjön är 10,1 meter djup, har en yta på 0,156 kvadratkilometer och är belägen 139,9 meter över havet. Vid provfiske har bland annat abborre, gädda, mört och sutare fångats i sjön.

## Delavrinningsområde
Djupasjön ingår i det delavrinningsområde (630895-134113) som SMHI kallar för Mynnar i Klubbån. Medelhöjden är 147 meter över havet och ytan är 20,12 kvadratkilometer. Det finns inga avrinningsområden uppströms utan avrinningsområdet är högsta punkten. Vattendraget som avvattnar avrinningsområdet har biflödesordning 3, vilket innebär att vattnet flödar genom totalt 3 vattendrag innan det når havet efter 56 kilometer. Avrinningsområdet består mestadels av skog (72 procent) och sankmarker (12 procent). Avrinningsområdet har 1,44 kvadratkilometer vattenytor vilket ger det en sjöprocent på 7,2 procent.

## Fisk
Vid provfiske har följande fisk fångats i sjön:
- Abborre
- Gädda
- Mört
- Sutare
- Ål